# Levet
Levet je naselje in občina v osrednjem francoskem departmaju Cher regije Center. Leta 1999 je naselje imelo 1.269 prebivalcev.

## Geografija
Kraj leži v pokrajini Berry ob reki Rampenne, 18 km južno od Bourgesa.

## Uprava
Levet je sedež istoimenskega kantona, v katerega so poleg njegove vključene še občine Annoix, Arçay, Lapan, Lissay-Lochy, Plaimpied-Givaudins, Saint-Caprais, Saint-Just, Sainte-Lunaise, Senneçay, Soye-en-Septaine, Trouy in Vorly z 9.091 prebivalci.
Kanton Levet je sestavni del okrožja Bourges.